# Goodia obscuripennis
Goodia obscuripennis är en fjärilsart som beskrevs av Embrik Strand 1912. Goodia obscuripennis ingår i släktet Goodia och familjen påfågelsspinnare. Inga underarter finns listade i Catalogue of Life.